# Gauchel (Windeck)
Gauchel war ein Ortsteil der Gemeinde Windeck in Nordrhein-Westfalen.

## Lage
Das herrschaftliche Gut lag in einer Siegschleife zwischen Dattenfeld und Schladern in Alleinlage. Etwas östlich steht heute das Haus Schöneck.

## Geschichte
Erstmals urkundlich erwähnt wurde Gauchel 1582 als Gauchell.
Gauchel gehörte zum Kirchspiel Dattenfeld und zur Gemeinde Dattenfeld.
1830 war das Anwesen schon verzeichnet. 1838 stand der Domanialhof mit 46 Morgen Land zur Pacht. 1845 hatte der Hof zehn Einwohner, 1888 vier.